# Estação Canal de San Juan
A Estação Canal de San Juan é uma das estações do Metrô da Cidade do México, situada na Cidade do México, entre a Estação Agrícola Oriental e a Estação Tepalcates. Administrada pelo Sistema de Transporte Colectivo, faz parte da Linha A.
Foi inaugurada em 12 de agosto de 1991. Localiza-se no cruzamento do Estrada Ignacio Zaragoza com o Anel Periférico. Atende o bairro Agrícola Oriental, situado na demarcação territorial de Iztacalco. A estação registrou um movimento de 4.621.885 passageiros em 2016.